# Староселье (посёлок, Рыбинский район)
Это статья о посёлке, рядом с ним стоит деревня и аэропорт с такими же названиями.
Староселье  — посёлок сельского типа Назаровского сельского округа Назаровского сельского поселения Рыбинского района Ярославской области .
Посёлок расположен в северо-западной части сельского поселения, к северу от города Рыбинск. Он стоит на правом берегу реки Инопаш. Выше по течению на том же правом берегу деревня Инопажь, а ниже по течению — деревня Староселье. На противоположном берегу реки — аэродром Староселье .
На 1 января 2007 года в деревне числилось 45 постоянных жителей . Городское почтовое отделение Рыбинск-6 обслуживает в деревне 5 улиц: Воронская, Заречная, Климовская, Сосновая, Центральная .